# 33 Polyhymnia
Polyhymnia /pɒliˈhɪmniə/ (định danh hành tinh vi hình: 33 Polyhymnia) là một tiểu hành tinh ở vành đai chính. Tiểu hành tinh này do nhà thiên văn học người Pháp Jean Chacornac phát hiện ngày 28 tháng 10 năm 1854 và được đặt theo tên Polyhymnia, nữ thần bảo trợ thánh ca trong thần thoại Hy Lạp.